# Scheltenpass
Der Schelten, von den Jurassiern La Scheulte genannt, ist ein 15 Kilometer langer Gebirgspass zwischen dem Schweizer Kanton Jura und dem Kanton Solothurn, mit einer Passage auf Berner Territorium, der Mervelier mit Ramiswil verbindet.

## Lage
Die Passhöhe liegt auf einer Höhe von 1051 m ü. M.; die Strasse hat eine Steigung von 12 %. An der Westseite des Passes steht in der Berner Gemeinde Schelten die Kapelle Sankt Antonius, auf der Ostseite führt die Strasse durch das langgezogene Guldental nach Ramiswil.
Von der Passhöhe Scheltenpass können zahlreiche Wanderungen unternommen werden, so etwa auf die Hohe Winde, den Passwang oder in Richtung Delémont.

## Sperrstelle Scheltenpass

Scheltenstrasse 1914–1918

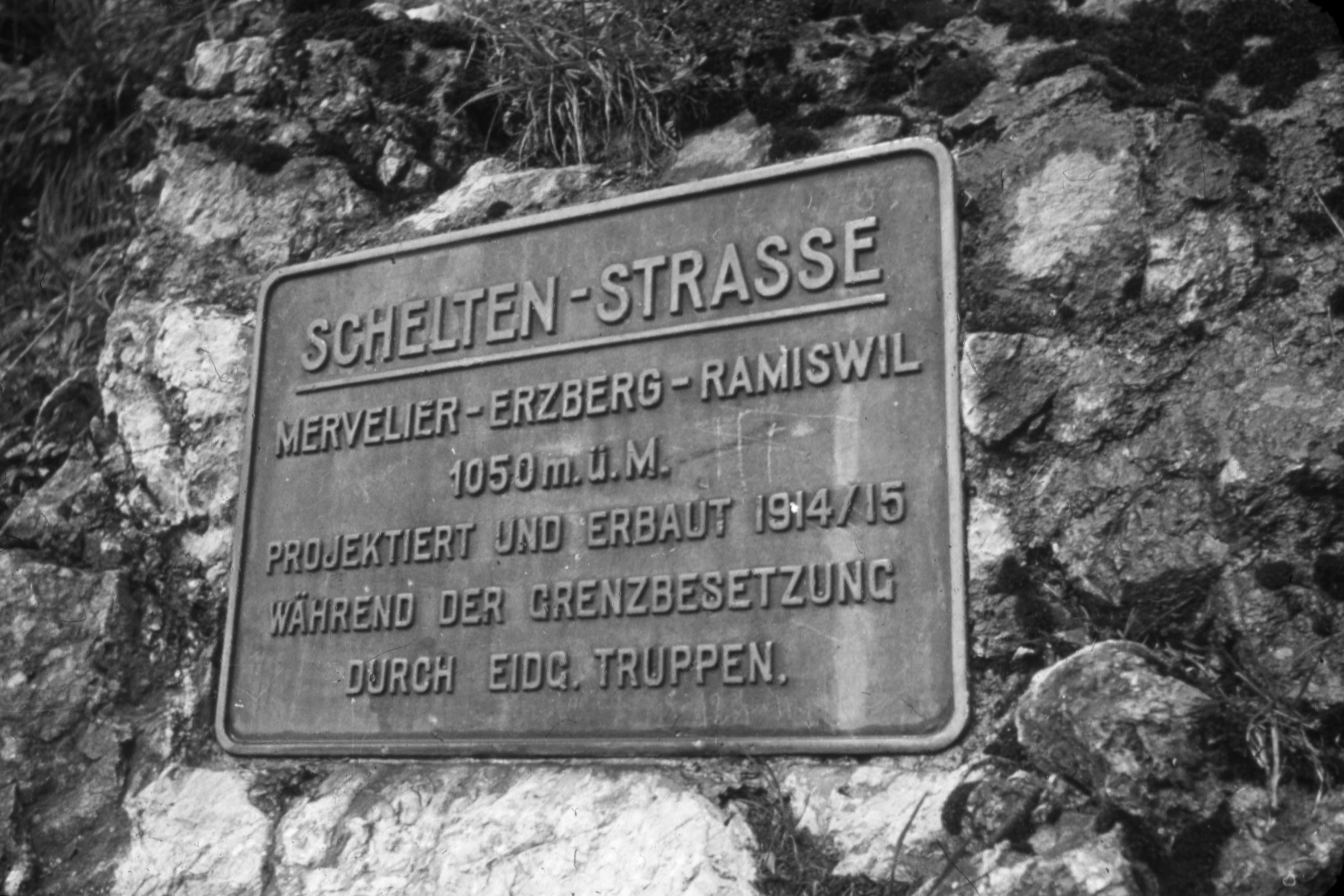
Militärstrasse Scheltenpass

Der Pass wurde im Ersten Weltkrieg aus militärstrategischen Gründen für den Fahrverkehr angelegt respektive als Fahrstrasse ausgebaut – eine Gedenktafel steht wenige Meter unterhalb der Passhöhe auf Solothurner Seite. Er ist ein strategisch wichtiger Übergang vom Mittelland ins Delsberger Becken und weiter in den Jura.
Auch im Zweiten Weltkrieg war der Scheltenpass eine wichtige Verbindung. Das Baudetachement Renfer der Schweizer Armee erstellte auf der Westseite des Passes in den Jahren 1940 bis 1942 zahlreiche Bunker und Panzersperren.
Die Sperrstelle Scheltenpass gilt als militärhistorisches Denkmal von nationaler Bedeutung.
Noch heute sind viele Objekte im Wald sichtbar:
- Infanteriebunker A 3654 Mervelier JU: 8,4-cm-Kanone ⊙
- Infanteriebunker A 3655		⊙
- Infanteriebunker A 3656		⊙
- Infanteriebunker A 3657		⊙
- Infanteriebunker A 3658		⊙
- Infanteriebunker A 3659		⊙
- Infanteriebunker A 3660		⊙
- Infanteriebunker A 3661		⊙
- Infanteriebunker A 3662		⊙
- Infanteriewerk Pak A 3668 Mümliswil Süd ⊙
- KP Lobisei Grenzbrigade 4 A 3669		⊙
- Infanteriebunker zwei 8,4-cm-Kanonen A 3670 St. Wolfgang ⊙

### Betriebsgruppe historische Militäranlagen Kanton Solothurn
Der 2017 gegründete Verein betreibt die Anlagen beim Scheltenpass: A 3668 Mümliswil Süd, A 3669 KP Lobisei und beim Passwang: A 3672 Äussere Klus, A 3673 Gärbiflueh und F 4300 Länge Tannen. Für diese Anlagen werden Führungen angeboten.

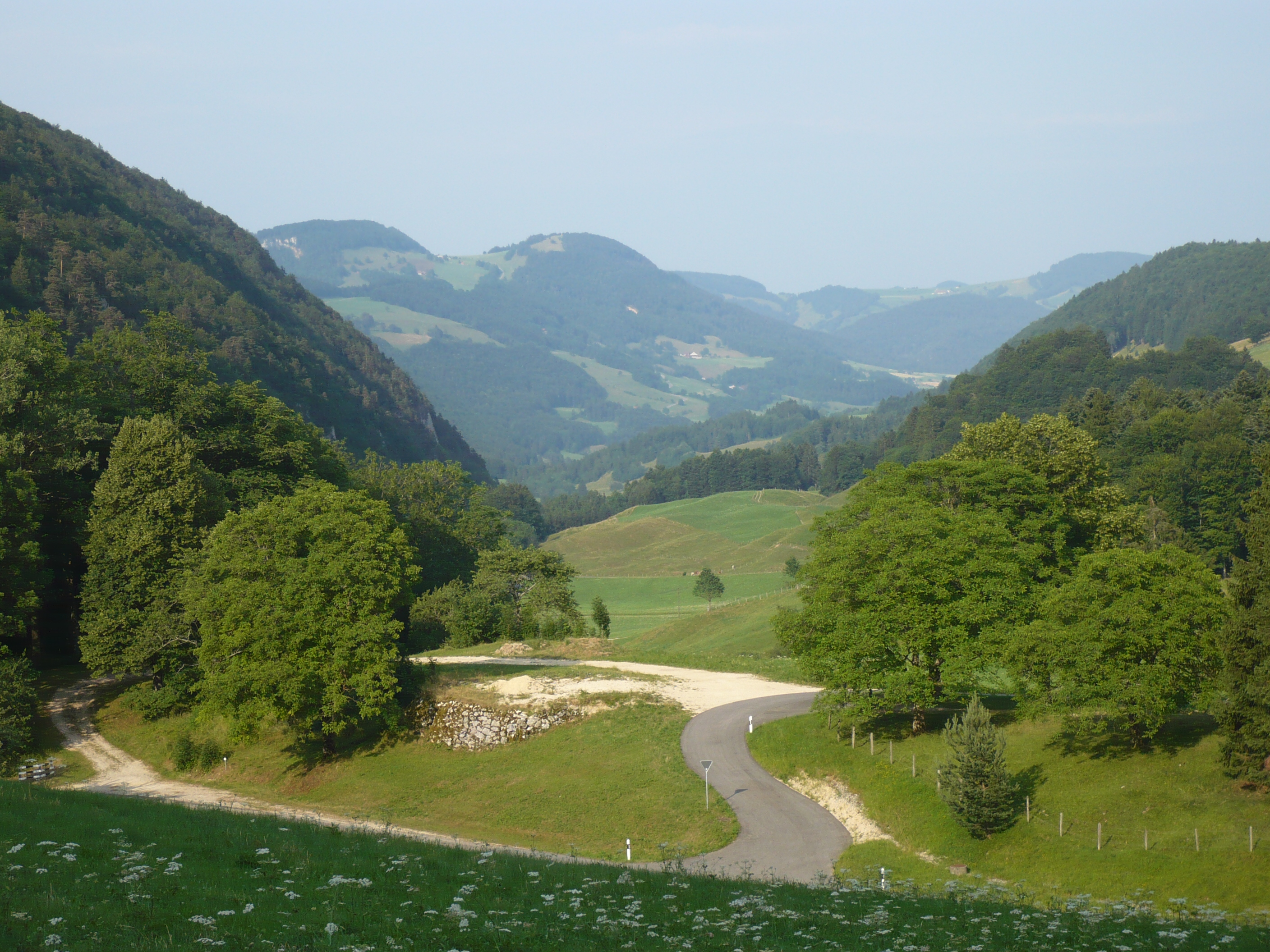
Guldental
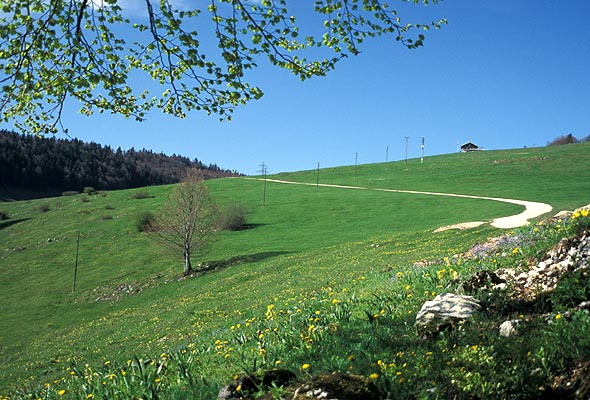
Strasse zum Matzendörfer Stierenberg
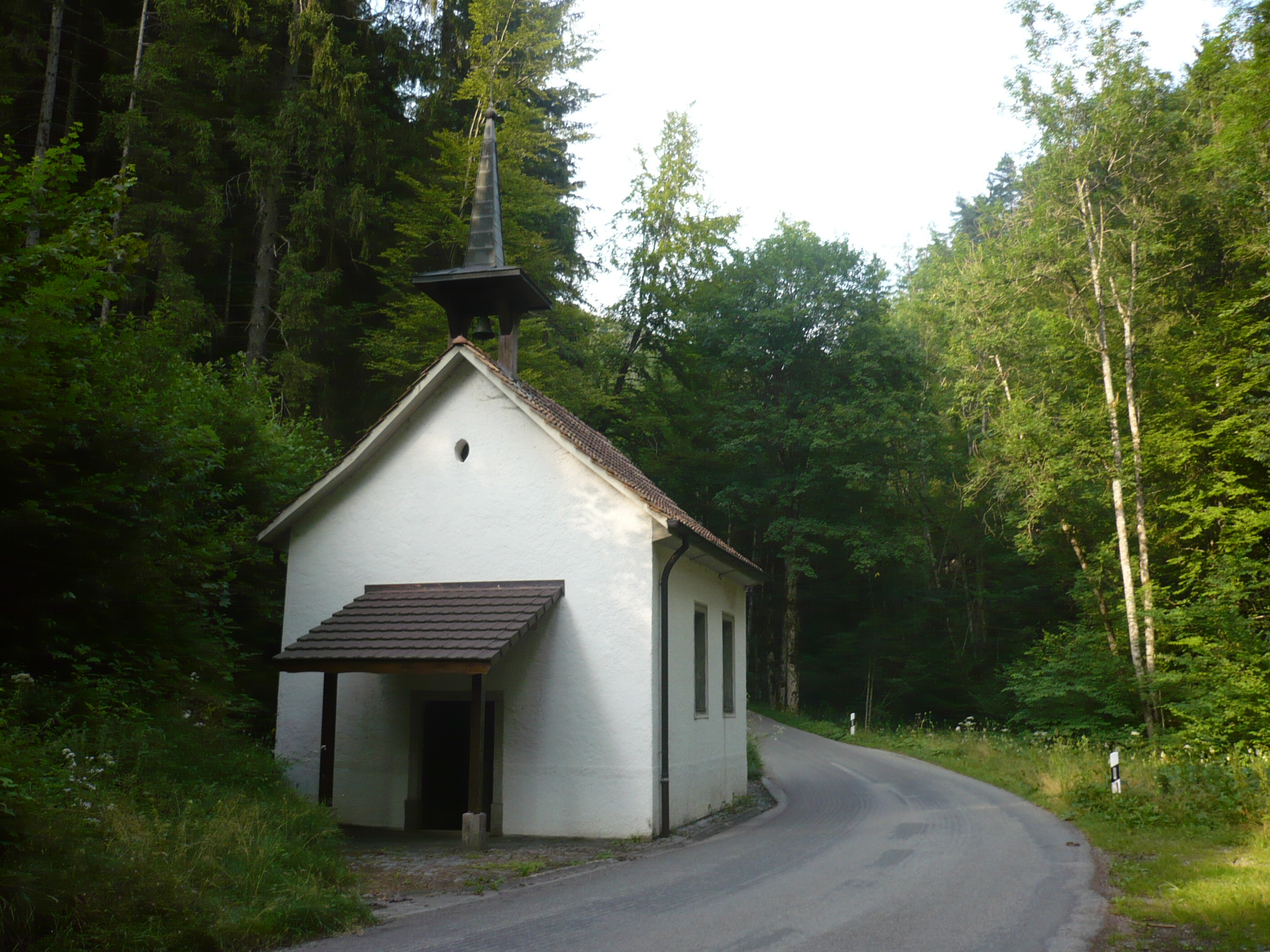
Andreaskapelle
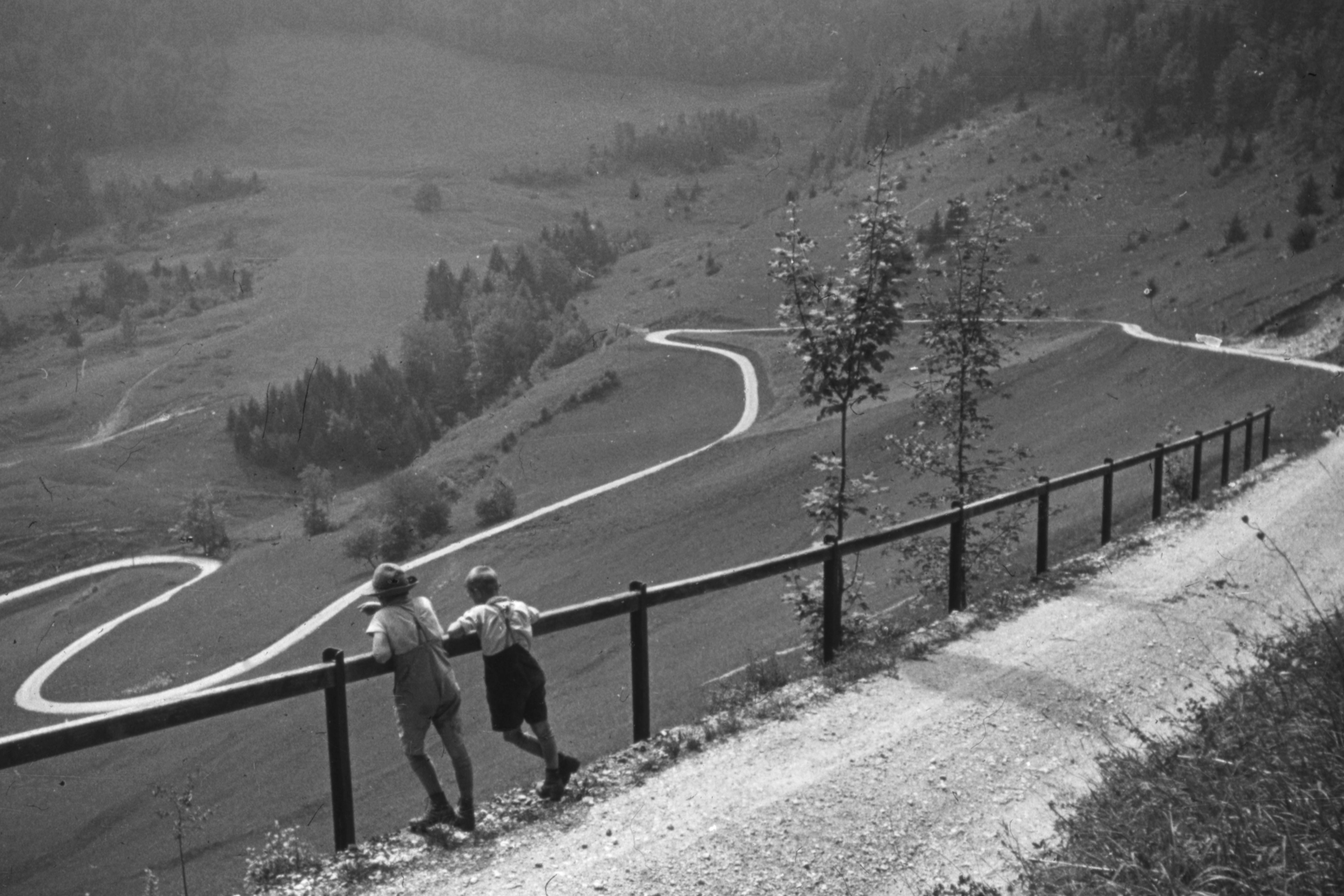
Scheltenpassstrasse 1934

## Radsport
In Rahmen der Tour de Suisse wurde der Scheltenpass, der als Berg der 1. Kategorie klassifiziert ist, insgesamt zwei Mal befahren. In der 6. Etappe (Bern-Olten, 240,1 km) im Jahr 1935 gewann der Franzose Benoît Faure die Bergwertung am Schelten. Bei der Tour de Suisse 2012 führte die 188,8 Kilometer lange Etappe von Aarberg nach Trimbach über den Schelten. Den Bergpreis am Pass konnte der Däne Brian Vandborg für sich entscheiden.

## Veranstaltungen
Bekanntheit erlangte der Scheltenpass in jüngerer Zeit vor allem durch das dort seit 2005 stattfindenden Musikfestival Reisefieber. Die dreitägige Veranstaltung, auf der in erster Linie Psytrance gespielt wird, zieht jedes Jahr rund 3000 Besucher an.